# Thespis dissimilis
Thespis dissimilis är en bönsyrseart som beskrevs av John Obadiah Westwood 1889. Thespis dissimilis ingår i släktet Thespis och familjen Thespidae. Inga underarter finns listade i Catalogue of Life.